# Vladko Maček
Vladimir Matija Adam Vladko ↓2 Maček  (Jastrebarsko, 20. srpnja 1879. – Washington, DC, 15. svibnja 1964.) bio je hrvatski pravnik i političar.

## Životopis

### Rani život i školovanje
Vladko Maček rodio se u Jastrebarskom 1879. godine. Otac Ivan bio je Slovenac iz okolice Celja, a majka Ida bila je kći Hrvata i Poljakinje. Pučku školu pohađao je u Jastrebarskom i Zagrebu gdje je završio Klasičnu gimnaziju 1897. godine i studij prava. Godine 1903. stekao je doktorat prava u Zagrebu. Do 1905. godine bio je u sudskoj službi u Zagrebu, Petrinji, Samoboru i Ivancu, a potom odvjetnički pripravnik u Krapini. Godine 1908. otvorio je odvjetnički ured u Sv. Ivanu Zelini.

### Politička djelatnost u Austro-Ugarskoj i Kraljevini Jugoslaviji
Član je Hrvatske pučke seljačke stranke (HPSS) od osnutka, a od 1906. godine član je glavnoga stranačkog odbora. Kao časnik sudjelovao je u Prvome svjetskom ratu, a nakon rata preselio se u Zagreb, gdje je bio blizak suradnik predsjednika HSS-a Stjepana Radića. Tijekom izdržavanja zatvorske kazne (1919. – 1920.) bio je izabran za potpredsjednika HPSS-a, a nakon izlaska iz zatvora 1920. godine za zastupnika u Narodnoj skupštini kao kandidat HPSS-a u Bjelovarsko-križevačkoj županiji. Godine 1921. otvorio je odvjetnički ured u Zagrebu. Početkom 1925. godine, nakon odluke Stjepana Radića o priključenju Hrvatske republikanske seljačke stranke (HRSS) Seljačkoj internacionali u Moskvi (1924.) te primjene Obznane i vladine odluke o zabrani rada stranke, bio je uhićen zajedno s ostalim članovima stranačkoga vodstva (Josip Predavec, Juraj Krnjević, August Košutić i Stjepan Košutić). Premda u zatvoru, na izborima u veljači 1925. godine bio je izabran u skupštinu kao stranački zastupnik Srijemske županije. Nakon promjene političkog usmjerenja HRSS-a i preimenovanja u Hrvatsku seljačku stranku (HSS) te ulaska u zajedničku vladu, s radikalima, u srpnju 1925. godine bio je pušten iz zatvora.
U veljači 1927. godine bio je izabran za predsjednika Oblasne skupštine Zagrebačke oblasti, a u rujnu ponovno za zastupnika u Narodnoj skupštini. Nakon smrti Stjepana Radića (8. kolovoza 1928.) bio je postavljen za predsjednika HSS-a i ujedno supredsjednika, sa Svetozarom Pribićevićem, Seljačko-demokratske koalicije. U početku je prihvatio uvođenje diktature od kralja Aleksandra I. Karađorđevića, misleći kako ona može voditi rješenju hrvatskoga pitanja, no ubrzo je postao njezin kritičar. Ostala je poznata njegova izjava novinarima: 
Premda je nakon uvođenja apsolutističkoga režima rad HSS-a formalno bio zabranjen, u stvarnosti je, ponajviše zahvaljujući njegovu nastojanju, započelo jačanje stranačke organizacije te povezivanje HSS-a s ostalim građanskim Strankama u Kraljevini Jugoslaviji. Pritom je HSS u svojim redovima okupio sve slojeve hrvatskog društva i stao na čelo općehrvatskog nacionalnog pokreta. Nakon ubojstva novinara Tonija Schlegela, u ožujku 1929. godine, policija je privela ili pozivala na obavijesni razgovor mnoge Zagrepčane koje je smatrala pripadnicinma političke oporbe, a među njima i Vladka Mačeka koji je jednom saslušan i pušten. U to vrijeme mladež je (većinom su to bili pripadnici zabranjene Hrvatske stranke prava ali i pojedini pripadnici HSS-a) izvodila mnoge proturežimske akcije (također pripremani su atentati na ravnatelja zagrebačke policije Janka Bedekovića te generale jugoslavenske vojske u Zagrebu Belimarkovića i Tomića) i policija je uspjela identificirati neke od sudionika te je do sredine prosinca 1929. godine uhićeno 19 omladinaca a bilo je uhićeno i nekoliko uglednijih građana, Mačekovih političkih suradnika (među inima i profesor Jakov Jelašić, umirovljeni dopukovnik Vilko Begić, odvjetnik Ivan Lebović i gostioničar Franjo Kuntić). Zlostavljanje ovih uhićenika na policiji iznudilo je izjave koje su teretile i Mačeka te je i on uhićen 22. prosinca 1929. godine. Nakon uhićenja otpremljen je noću s 4. na 5. siječnja 1930. godine, zajedno s drugim suoptuženicima, Sudu za zaštitu države u Beograd. Nakon završene rasprave (trajala je 6 tjedana) u Državnom sudu za zaštitu države u Beogradu taj sud je 14. lipnja 1930. godine osudio njih 14 na zatvorske kazne od 6 mjeseci do 15 godina ↓3 a devetoricu je oslobodio krivnje i otpustio iz zatvora, među njima i Mačeka. Nakon što je oslobođen krivnje Maček je 15. lipnja 1930. godine doputovao u Zagreb ↓4 gdje mu je na Glavnom kolodvoru priređen masovan doček koji je policijskom oružanom silom rastjeran. Nakon puštanja i dolaska u Zagreb pred njegovom kućom stalno su stražarili policijski agenti pazeći tko mu dolazi.
U studenome 1932. godine dao je konačan oblik tzv. Zagrebačkim punktacijama, kojima je oštro osuđen kraljev apsolutizam i hegemonija te zatraženo preuređenje države na načelima složene državne Zajednice bez prevlasti jednog ili više njezinih dijelova nad ostalima. Zbog toga je bio uhićen 31. siječnja 1933. godine i interniran u Čajniču do 11. ožujka iste godine, kada je odveden u zatvor u Beograd te 29. travnja osuđen je po Sudu za zaštitu države na kaznu zatvora u trajanju od 3 godine, koju je izdržavao u Srijemskoj Mitrovici. Iz tamnice je pušten 22. prosinca 1934. godine ukazom Namjesničkog vijeća. Na izborima 1935. i 1938. godine bio je nositelj zemaljske oporbene liste Bloka narodnoga sporazuma. Jedno od njegovih temeljnih političkih stajališta bilo je da se postojeća višenacionalna država, izložena srbijanskoj prevlasti, mora preustrojiti, ako želi opstati. Kako bi riješio hrvatsko pitanje u Kraljevini Jugoslaviji, ušao je u pregovore s Predsjednikom vlade Dragišom Cvetkovićem te s njime 26. kolovoza 1939. godine sklopio sporazum kojim je osnovana Banovina Hrvatska. Poznata je kao "mačekovsko rješenje hrvatskoga pitanja". Pritom su predstavnici HSS-a ušli u vladu, a sam Maček bio je dopredsjednik.

### Drugi svjetski rat i emigracija
Nakon puča 27. ožujka 1941. godine prihvaća mjesto 1. dopredsjednika u vladi generala Dušana Simovića. Prije ulaska u novu vladu i pristanka na dopredsjedničko mjesto postavio je uvjet da se poštuje sporazum iz 1939. godine i da Banovina Hrvatska ostane u postojećem statusu. U Beograd je stigao 3. travnja i položio prisegu kao prvi dopredsjednik Simovićeve vlade u kojoj su ostali i ministri Hrvati dr. Juraj Šutej, dr. Ivan Andres i Bariša Smoljan te predstavnik Srba u Hrvatskoj dr. Srđan Budisavljević. Napad Njemačke na Kraljevinu Jugoslaviju, 6. travnja 1941. godine, zatječe ga u Beogradu. Nakon toga napušta vladu a na svoje mjesto u vladi, koja se spremala na odlazak u izbjeglištvo, delegirao je Jurja Krnjevića, glavnog tajnika HSS-a i vratio se u Zagreb. Odbio je mogućnost proglašenja hrvatske samostalnosti pod njemačkom zaštitom. Poslije Mačekovog odbijanja njemačke ponude, njemački emisari Malletke i Veesenmayer okreću se domovinskoj ustaškoj skupini oko Slavka Kvaternika. Nakon što je Slavko Kvaternik, 10. travnja 1941. godine, putem radio-postaje Zagreb, pročitao proglas o uspostavi Nezavisne Države Hrvatske pročitana je i Mačekova izjava kojom on poziva hrvatski narod, pristaše HSS-a i niže organe vlasti da surađuju s novom vladom. Smatrajući da će pobjedom savezničkih snaga HSS preuzeti vlast u Hrvatskoj, zauzimao se za politiku čekanja odbijajući suradnju i s partizanima i s ustašama. ↓5 Kako bi ga spriječili u političkom djelovanju, vlasti NDH zatvorile su ga u listopadu 1941. godine u Sabirni logor Jasenovac a od ožujka 1942. bio je u kućnome pritvoru na njegovu imanju u Kupincu, od ožujka do rujna 1943. zatočen u stanu Vjekoslava Luburića te ponovno u Kupincu a od prosinca 1943. godine do 5. svibnja 1945. godine u izolaciji u Zagrebu. Nakon sloma NDH u svibnju 1945. otišao je u emigraciju, isprva u Francusku, a 1947. godine u SAD. Ondje je bio jedan od suosnivača Međunarodne seljačke unije u kojoj su se nalazili prvaci predratnih seljačkih stranaka. U inozemstvu je uspio očuvati HSS. Zastupao je ideju kako bi Jugoslaviju trebalo urediti u duhu sporazuma iz 1939. godine, a od 1956. godine isticao je misao da bi jugoslavensku zajednicu valjalo preustrojiti na konfederalnom načelu. U tom je smislu zagovarao samostalnu Hrvatsku.
Umro je 15. svibnja 1964. godine u Washingtonu, SAD. Njegovi posmrtni ostatci preneseni su 1996. godine iz SAD-a i pokopani u arkadama na Mirogoju.

## Djela
- Sudjenje Dr. Vlatka Mačka, Zagreb, (1933?)
- Dr. Vladko Maček o nečovječnom postupku prema političkim osudjenicima. Pismo upućeno ministru pravde., Zagreb, 1936.
- Vodja govori: Ličnost, izjave, govori i politički rad vodje Hrvata Dra. Vladka Mačka, Zagreb, 1936., (sabrao i uredio Mirko Glojnarić)
- Bit hrvatskoga seljačkoga pokreta, Zagreb, 1937.
- Istina o krvavim dogadjajima u Senju dne 9. V. 1937., Zagreb, 1937?
- In the Struggle for Freedom, Robert Speller & Sons, New York, 1957. (hrv. izdanja ''Vladko Maček Memoari, Hrvatska seljačka stranka, Zagreb, 1992., Memoari Vladko Maček, Dom i svijet, Zagreb, 2003.)

Urednik
- Seljački nauk, (Stjepan i Antun Radić), Zagreb, 1936. (zajedno s Rudolfom Hercegom)

## Odličja i spomen
- Katoličko udruženje "Blue Army" dodijelilo mu je kip Majke Božje fatimske.[20]
- U rodnome gradu Jastrebarskom ima spomenik, spomen-ploču na mjestu rodne kuće, spomen-sobu u gradskom muzeju i svoju ulicu.[21]
- U Jastrebarskom se od 1993. godine na njegov rođendan slavi Mačekov dan kao gradski praznik.[22]
- 2004. godine posmrtno je odlikovan Veleredom kralja Dmitra Zvonimira s lentom i Danicom.[23]

## Zanimljivosti
- Maček je autor krilatice Tuđe nećemo, svoje ne damo (kasnije korištena od Josipa Broza Tita) i prvi je upotrijebio pojam Željezna zavjesa (kasnije korištena od Winstona Churchilla).[22]